# Europese kampioenschappen beachvolleybal 2023
De Europese kampioenschappen beachvolleybal 2023 werden van 2 tot en met 6 augustus gehouden in de Oostenrijkse hoofdstad Wenen. De wedstrijden werden gespeeld op het Donauinsel.

## Opzet
Aan de kampioenschappen deden zowel bij de mannen als de vrouwen 32 tweetallen mee, dus 64 teams en 128 spelers in totaal. De 32 teams per toernooi waren in acht poules van vier verdeeld. Per poule werden er vier wedstrijden gespeeld. De winnaars van de eerste twee wedstrijden speelden om de eerste plaats in de poule en de verliezers om de derde plaats. De groepswinnaars van elke poule gingen direct door naar de achtste finales, terwijl de nummers twee en drie een tussenronde speelden. Vanaf de tussenronde gold een systeem van rechtstreekse uitschakling. Het prijzengeld per toernooi bedroeg €100.000.

## Medailles

### Medaillewinnaars
| Onderdeel | Goud | Goud                        | Zilver | Zilver                       | Brons | Brons                        |
| --------- | ---- | --------------------------- | ------ | ---------------------------- | ----- | ---------------------------- |
| mannen    | SWE  | David Åhman Jonatan Hellvig | NED    | Leon Luini Yorick de Groot   | UKR   | Serhij Popov Edoeard Reznik  |
| vrouwen   | SUI  | Nina Brunner Tanja Hüberli  | ESP    | Daniela Álvarez Tania Moreno | GER   | Laura Ludwig Louisa Lippmann |

### Medaillespiegel
| Rang   | Land        | Goud | Zilver | Brons | Totaal |
| 1      | Zweden      | 1    | 0      | 0     | 1      |
| 1      | Zwitserland | 1    | 0      | 0     | 1      |
| 2      | Nederland   | 0    | 1      | 0     | 1      |
| 2      | Spanje      | 0    | 1      | 0     | 1      |
| 3      | Duitsland   | 0    | 0      | 1     | 1      |
| 3      | Oekraïne    | 0    | 0      | 1     | 1      |
| Totaal | Totaal      | 2    | 2      | 2     | 6      |